# Gordo (DJ)
Diamanté Anthony Blackmon (Washington D. C., 3 de enero de 1991), más conocido por su nombre artístico Gordo, y anteriormente Carnage, es un DJ, remezclador y productor discográfico estadounidense-nicaragüense orientado al tech house. En 2022, ocupó el puesto #25 en la lista Top 100 DJs de DJ Mag, siendo esta su mejor ubicación en la encuesta.
Blackmon es conocido por sus actuaciones en vivo en los principales festivales de música electrónica como Tomorrowland y Ultra Music Festival; y sus sencillos de éxito «Incredible» (con Borgore) y «Toca» (con Timmy Trumpet y KSHMR).

## Biografía
Blackmon nació el 3 de enero de 1991 en Washington D. C., de padres nicaragüenses. Fue criado por su madre y su tía en Guatemala, antes de regresar a los Estados Unidos a la edad de 10 años.
La música que produce es una mezcla de hip hop, trap con EDM. En 2012, crea "Teke Teke", una canción estilo trap que tuvo alrededor de 100,000 visitas en YouTube. En ese mismo año realizó un tema con el rapero estadounidense G-Eazy llamado "Loaded", en el cual fue productor.
En 2013 empieza a hacer colaboraciones con el Dj israelí Borgore como por ejemplo, "Turn Up" y la remezcla del mismo Borgore "Legend" y después de varias colaboraciones sale su primer sencillo "Incredible" con más 26 millones de visitas en YouTube. Además que en ese mismo año lanzó varias canciones con el DJ Tony Junior, con el cual lanzó "Michael Jordan". Además de la remezcla de la canción del DJ neerlandés Hardwell "Spaceman" en el cual fue un hit para los aficionados del EDM. 
En 2014 saca por el sello musical de Tiesto Musical Freedom junto con Junkie Kid el sencillo "Krakatoa" con más de 2 millones de reproducciones en Soundcloud. También sale "The Underground" junto con el DJ neerlandés Alvaro.
En julio del 2015 la canción i like tuh llega al número uno del Billboard hot 100, el mismo recibe la certificación de oro en 2017, convirtiéndose en la primera placa del dj 
En octubre de 2015 lanzó su álbum debut Papi Gordo ubicándose en el número 184 del Billboard 200. Este cuenta con 15 canciones de las que se desprenden sencillos como "Toca", "Bricks", "November Skies", etc.
En el mes de abril del 2017, saco un nuevo EP con el rapero estadounidense G-Eazy titulado "Step Brothers" el cual llegó L puesto 81 del Billboard  200, contando como gran sencillo e hit del dicho EP la canción de "Guala" en colaboración con Thirty Rack.
En de junio de 2017 sorprende lanzando su propia disquera llamada "heavyweight records" en donde lanzó la canción "Xan Man" y el 30 del mismo mes la canción "Chupacabra" con el género predominante de hard trap. Este sencillo cuenta con la colaboración del productor estadounidense Ape Drums ese mismo año lanza un segundo EP junto a 
Young Thug  del cual se desprenden éxitos como "Homie" y "Liger".

## Ranking DJmag
| DJ      | 2014 | 2015 | 2016 | 2017 |
| ------- | ---- | ---- | ---- | ---- |
| Carnage | 68°  | 88°  | 84°  | 78°  |

| DJ    | 2021 | 2022 |
| ----- | ---- | ---- |
| GORDO | 37°  | 25°  |

## Discografía

### Álbumes de estudio
| Título                    | Datos del álbum                                                                                         |
| ------------------------- | --- |
| Papi Gordo                | - Lanzamiento: 30 de octubre de 2015 - Discográfica: Ultra Records - Formatos: CD, descarga digital     |
|                           | |
| Título                    | Datos del álbum                                                                                         |
| Battered Bruised & Bloody | - Lanzamiento: 13 de abril de 2018 - Discográfica: Heavyweight Records - Formatos: CD, descarga digital |
|                           | |
| Título                    | Datos del álbum                                                                                         |
| DIAMANTE                  | - Lanzamiento: 26 de julio de 2024 - Discográfica: Ultra Records - Formatos: CD, descarga digital       |

### Sencillos & EP
como Carnage
- 2009: Flowin (con Foreign Beggars y MRX) (Dented Records)
- 2011: Contemporary Disgust (Flowtek)
- 2011: What's This Noise EP (Hard Kryptic)
- 2011: This Order (Fiume Beat)
- 2011: Psyche Out (Fiume Beat)
- 2011: 4tk (Miss You) (5th Gear)
- 2011: Frustration (5th Gear)
- 2012: Marilyn (Morbit Records)
- 2012: Turn Up (con Borgore) (Buygore)
- 2012: Submit And Be Spared EP (con Cluster)
- 2012: Bang/Kat!e (Fool's Gold Records)
- 2012: Teke Teke (FREE)
- 2012: Loaded (con G-Eazy) (FREE)
- 2013: Incredible (con Borgore) (Spinnin' Records)
- 2013: Signal (con New & Used) (Spinnin' Records)
- 2013: Michael Jordan (con Tony Junior) (Dim Mak Records)
- 2013: Mara (FREE)
- 2014: Krakatoa (con Junkie Kid) (Musical Freedom)
- 2014: Bricks (ft. Migos) (Papi Gordo) (Ultra Records)
- 2014: The Underground (con Alvaro) (Spinnin' Records)
- 2014: Let The Freak Out (con Erick Morillo y Harry Romero ft. Mr. V) (Ultra Records)
- 2015: WDYW (ft. Lil Uzi Vert, A$AP Ferg y Rich The Kid) (Papi Gordo) (Ultra Records)
- 2015: Toca (con Timmy Trumpet y KSHMR) (Papi Gordo) (Ultra Records)
- 2015: I Like Tuh (feat. ILoveMakonnen) (Papi Gordo) (Ultra Records)
- 2015: November Skies (con Tomas Barfod ft. Nina Kinert) (Papi Gordo) (Ultra Records)
- 2016: RARI (ft. Lil Yachty, Famous Dex & Ugly God) (Indie-pop)
- 2016: Bimma (con Section Boyz) (Indie-pop)
- 2016: Mase In '97 (ft. Lil Yachty) (Indie-pop)
- 2016: PSY or DIE (con Timmy Trumpet) (Spinnin' Records)

| Step Brothers EP (con G-Eazy) (2017) |                                      |          |  |
| N.º                                  | Título                               | Duración |  |
| 1.                                   | «Guala» (con G-Eazy)                 |          |  |
| 2.                                   | «Gimmie Gimmie» (con G-Eazy)         |          |  |
| 3.                                   | «Buddha» (con G-Eazy ft. Smokepurpp) |          |  |
| 4.                                   | «Down For Me» (con G-Eazy ft. 24hrs) |          |  |

- 2017: Chupacabra (con Ape Drums) (Heavyweight Records)
- 2017: Time For The Techno (con VINAI) (Spinnin' Records / Heavyweight Records)
- 2017: Hijueputa (con GRAVEDGR) (Heavyweight Records)
- 2018: Learn How To Watch (ft. Mac Miller y MadeinTYO) (Battered Bruised & Bloody) (Heavyweight Records / BMG)
- 2018: i Shyne (con Lil Pump) (Battered Bruised & Bloody) (Heavyweight Records / BMG)
- 2018: Plur Genocide (con Steve Aoki y Lockdown) (Battered Bruised & Bloody) (Heavyweight Records / BMG)
- 2018: El Diablo (con Sludge) (Heavyweight Records)
- 2019: Letting People Go (ft. Prinze George) (Heavyweight Records)
- 2019: Wait For Me (ft. G-Eazy y Wiz Khalifa) (Heavyweight Records / EMPIRE)
- 2019: Blitzkrieg (con NAZAAR y Murda) (Heavyweight Records / EMPIRE)
- 2019: Slot Machine (ft. Prinze George) (Heavyweight Records / EMPIRE)
- 2019: Holy Moly (con Terror Bass) (Heavyweight Records / EMPIRE)
- 2019: Nah Nah (con Timmy Trumpet y Wicked Minds) (Heavyweight Records)
- 2020: Hella Neck (ft. Tyga, OhGeesy y Takeoff) (Heavyweight Records / EMPIRE)
- 2020: Together (con The Martinez Brothers ft. Elderbrook y MIKE DEAN) (Ultra Records)
- 2021: Back In Time (con Marshmello) (Joytime Collective / Astralwerks)

como Gordo
- 2021: KTM (Ultra Records)
- 2021: TARAKA (Ultra Records)
- 2021: EENIE WEENIE (Ultra Records)
- 2022: Rizzla (con The Martinez Brothers ft. Rema) (Independent)
- 2022: Leaving Earth (con KAS:ST ft. Ki Bae) (Ceacle Records)
- 2022: Hombres y Mujeres (con Feid) (DIAMANTE) (Ultra Records)
- 2023: R U 4REAL (feat. Marina Maximilian) (Ultra Records)
- 2023: El Más Chingón (con El Alfa) (El Jefe Records)
- 2023: Parcera (con Maluma) (DIAMANTE) (Ultra Records)
- 2023: With You (con Adriatique) (Ultra Records)
- 2024: Kill For This Shit (ft. Young Dolph) (DIAMANTE) (Ultra Records)
- 2024: Fallin Luv (con JERIA) (DIAMANTE) (Ultra Records)
- 2024: Cafecito (ft. Nicki Nicole y Sech) (DIAMANTE) (Ultra Records)
- 2024: Olvidarte (ft. Emilia) (NO HAY VERANO SIN GORDO) (Ultra Records)
- 2025: Globo (con Kofla ft. Blessd) (Ultra Records)

### Remixes & Edits
- 2011 : Razor Edge – Deathrow (Carnage & Cluster's Distorted Edit) (Red Fever)
- 2012 : Hardwell – Spaceman (Carnage Festival Trap Remix) (Revealed Recordings)
- 2012 : Showtek & Justin Prime – Cannonball (Carnage & Victor Niglio Festival Trap Remiix)
- 2013 : Martin Solveig & The Cataracs feat. Kyle – Hey Now  (Carnage Remix) (Mixture Stereophonic)
- 2013 : Borgore – Legend (Borgore & Carnage Remix) (Spinnin' Records)
- 2013 : Dimitri Vegas, MOGUAI & Like Mike – Mammoth (Heroes x Villains & Carnage Remix) (Spinnin' Records)
- 2015 : Eptic – The End (Carnage & Breaux Festival Trap Remix) (OWSLA)
- 2015 : BL3R & Andres Fresko – Jumpoff (Carnage Edit) (Smash The House)
- 2015 : Avicii – Waiting for Love (Carnage & Headhunterz Remix) (Universal Music / PRMD)
- 2017 : Khalid - Angels (Carnage Remix) (FREE)